# Tiên Kỳ (Quảng Nam)
Tiên Kỳ is een thị trấn en tevens de hoofdplaats in het district Tiên Phước, een van de districten in de Vietnamese provincie Quảng Nam. Tiên Kỳ heeft ruim 7400 inwoners op een oppervlakte van 8,28 km².

## Geografie en topografie
Tiên Kỳ ligt centraal in de huyện. De aangrenzende xã's zijn Tiên Châu, Tiên Mỹ, Tiên Thọ, Tiên Lộc en Tiên Cảnh. De Tiên stroomt door Tiên Kỳ. De Tién stroomt in Tiên Kỳ in de Tiên.

## Verkeer en vervoer
Tiên Kỳ ligt aan een tweetal belangrijke tỉnh lộ's, te weten de 614 en de 616. De 614 verbindt Tiên Kỳ met de Tỉnh lộ 611B in xã Quế Thọ in huyện Hiệp Đức. De 616 verbindt xã Trà Mai in huyện Nam Trà My met de thành phố Tam Kỳ. In Tam Kỳ sluit deze weg aan op de quốc lộ 1A.